# كاتسوكي يامازاكي
كاتسوكي يامازاكي (باليابانية: 山崎勝己؛ بالكانا: やまざき かつき) هو لاعب كرة قاعدة ياباني، ولد في 16 أغسطس 1982 في إتامي في اليابان.

## وصلات خارجية
- كاتسوكي يامازاكي على موقع الدوري الياباني لكرة القاعدة (الإنجليزية)
- كاتسوكي يامازاكي على موقعبيزبول رفرنس.كوم (الدوري الثانوي) (الإنجليزية)